# Индукционная сварка
Индукционная сварка — способ сварки, в котором для нагрева заготовки используется электромагнитная индукция.

## Принцип работы
Сварочный аппарат содержит индукционные катушки, которые запитываются с помощью радиочастотного электрического тока.
Ток создает высокочастотное электромагнитное поле, которое воздействует на электрически проводящие или ферромагнитные заготовки.
В электропроводящей заготовке  за счет наведенных токов, называемых вихревыми токами, происходит  нагрев металла.
В ферромагнитных заготовках  нагревание обусловлено, главным образом, гистерезисом.
Электромагнитное поле многократно искажает магнитные домены из ферромагнитных материалов.
На практике большинство материалов подвергаются сочетаниям этих двух эффектов.
В процессе сварки токи проникают вглубь металла обратно пропорциональна квадратному корню из частоты. Температура свариваемых металлов и их состав  влияет на глубину проникновения токов.
Немагнитные материалы и  изоляторы свариваются индукционной сваркой путем внедрения в них  металлических или ферромагнитных веществ,  которые поглощают энергию электромагнитного поля индукционной катушки, нагреваются и передают тепло материалу путем теплопроводности.
Пластик также может свариваться индукционной сваркой путём внедрения в него  электропроводящих волокон из металла или углеродного волокна. Индукционная сварка углепластиков широко используется в аэрокосмической промышленности.
Индукционная сварка является высоко автоматизированным способом сварки и часто используется для сварки швов труб.